# Амат из Монте-Кассино

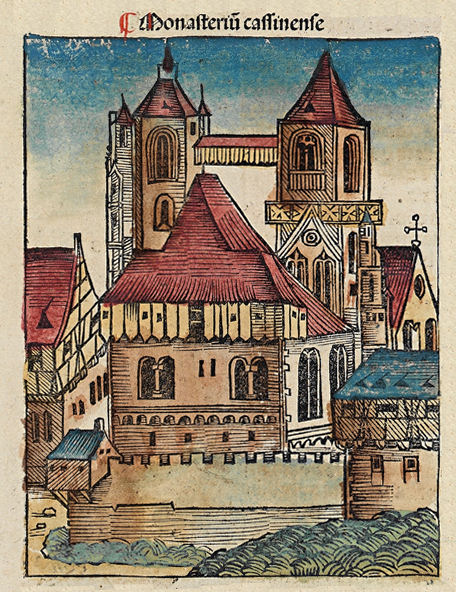
Аббатство Монтекассино. Ксилография из «Нюрнбергской хроники» (1493)

Амат из Монте-Кассино (итал. Amato di Montecassino, лат. Amatus Casinensis; около 1010, Салерно — после 1078 или 1083, возможно, в 1105, Монтекассино) — итальянский хронист, монах-бенедиктинец и безместный епископ из монастыря Монте-Кассино. Один из трёх,  наряду с Готфредом Малатерра и Вильгельмом из Апулии, главных летописцев нормандских завоеваний в Южной Италии.

## Жизнь и труды
Биографические сведения практически отсутствуют, возможно, являлся уроженцем Салерно и в юности принял постриг в аббатстве Монтекассино, там же получив образование. Его отождествление с носившими то же имя епископами Олерона и Нуско признано ошибочным, хотя епископским достоинством в конце своей жизни он, несомненно, обладал, не имея своей епархии. Прожив довольно долгую жизнь, он скончался в своей обители, вероятно, лишь в начале XII столетия.
Не позже 1080 года по поручению аббата Монтекассино Дизедерия он составил латинскую хронику, получившую позже название «Истории норманнов» (лат. Historia Normannorum), но оригинальная рукопись её утеряна была ещё в средние века. В Национальной библиотеке Франции в Париже находятся две её рукописные копии начала XIV века, переложенные на старофранцузский язык анонимным переводчиком, внёсшим в неё ряд изменений и разделившим её на восемь книг. В 1835 году они были обнаружены в королевской библиотеке и опубликованы французским библиографом и палеографом Жаком-Жозефом Шампольоном-Фижаком. 
История нормандских завоеваний в хронике излагается с точки зрения монастырских властей Монте-Кассино, чьи настоятели неоднократно вмешивались в политическую жизнь Южной Италии, а земли неоднократно подвергались грабежам со стороны соседей. Будучи очевидцем многих из описанных им событий, Амат создал довольно обстоятельное сочинение, по своей подробности и вниманию к деталям выделяющееся на фоне исторических трудов его современников, невзирая на его явное пристрастие к нормандцам и заметное презрение к их врагам. Он подробно излагает историю осады норманнами Бари (1068—1071) и Салерно (1076—1077), военную и политическую карьеру Роберта Гвискара, завоевание Рожером I Сицилии. Хроника охватывает период с 1016 по 1080 год. Главной задачей хрониста, по его собственному признанию, является прославление Роберта Гвискара и Ричарда Капуанского, но в той части его сочинения, которая может быть проверена с помощью «параллельных» летописей, автор достаточно точен и беспристрастен.
«История норманнов» Амата из Монте-Кассино не получила широкой известности среди современников и потомков, хотя её использовал в «Хронике Монтекассино» Лев Марсиканский.
Перу Амата также принадлежала написанная в 1077—1079 годах поэма «Деяния апостолов Петра и Павла» (лат. De gestis apostolorum Petri et Pauli), посвящённая римскому папе Григорию VII и позже утраченная.